# 三都物語 (谷村新司の曲)
「三都物語」（さんとものがたり）は、1992年6月25日にリリースされた谷村新司の楽曲で28枚目のシングル。

## 解説
JR西日本のキャンペーン「三都物語」のイメージソング。
かつて運転されていたトワイライトエクスプレスの大阪行きでは、車内放送にて札幌駅発車直後には1番が、大阪駅到着直前の車内放送では2番と最後のリフレイン部が流されていた。（当初は歌詞付きだったが、その後メロディーのみとなった）
カップリングの「こころ前線」は、テレビ朝日『誘われて二人旅』オープニングテーマ。

## 収録曲
全曲　作詞：多夢星人（阿久悠）　作曲：谷村新司　編曲：佐孝康夫
1. 三都物語
2. こころ前線
3. 三都物語（オリジナル・カラオケ）
4. こころ前線（オリジナル・カラオケ）